# Kamila Rajímova
Kamila Stanislávovna Rajímova (en ruso: Камилла Станиславовна Рахимова; nació el 28 de agosto de 2001) es una tenista rusa.
Su puesto más alto en la WTA fue el número 89 en individuales logrado el 6 de marzo de 2023. En dobles fue el puesto 65 logrado el 6 de junio de 2022. Hasta la fecha, ha ganado dos títulos WTA en dobles además de ocho títulos de individuales y seis títulos de dobles en el Circuito ITF.
Rajímova en el WTA Tour en el Torneo de Jūrmala 2019, donde recibió una tarjeta de invitación para el cuadro principal en singles.
Rajímova participó por primera vez de un Grand Slam en el Torneo de Roland Garros 2020, después de pasar la clasificación y así lograr entrar al cuadro principal en individuales.

## Títulos WTA (3; 0+3)

### Dobles (3)
| Leyenda        |
| -------------- |
| Grand Slam (0) |
| WTA Finals (0) |
| WTA 1000 (0)   |
| WTA 500 (0)    |
| WTA 250 (3)    |

| N.º | Fecha                   | Torneo       | Superficie    | Pareja            | Oponentes en la final            | Resultado           |
| 1.  | 19 de febrero de 2021   | Melbourne IV | Dura          | Ankita Raina      | Anna Blinkova Anastasia Potapova | 2-6, 6-4, [10-7]    |
| 2.  | 12 de noviembre de 2021 | Linz         | Dura (i)      | Natela Dzalamidze | Wang Xinyu Saisai Zheng          | 6-4, 6-2            |
| 3.  | 7 de abril de 2024      | Bogotá       | Tierra batida | Cristina Bucșa    | Anna Bondár Irina Khromacheva    | 7-6(5), 3-6, [10-8] |

#### Finalista (4)
| N.º | Fecha                    | Torneo      | Superficie    | Pareja              | Oponentes en la final               | Resultado           |
| 1.  | 25 de julio de 2021      | Palermo     | Tierra batida | Natela Dzalamidze   | Erin Routliffe Kimberley Zimmermann | 6-7(5), 6-4, [4-10] |
| 2.  | 24 de abril de 2022      | Estambul    | Tierra batida | Natela Dzalamidze   | Marie Bouzková Sara Sorribes        | 3-6, 4-6            |
| 3.  | 16 de octubre de 2022    | Cluj-Napoca | Dura (i)      | Yana Sizikova       | Kirsten Flipkens Laura Siegemund    | 3-6, 5-7            |
| 4.  | 15 de septiembre de 2024 | Guadalajara | Dura          | Oksana Kalashnikova | Anna Danilina Irina Khromacheva     | 6-2, 5-7, [7-10]    |

## Títulos WTA 125s

### Individuales (1–0)
| Resultado | Fecha                   | Torneo      | Superficie | Oponente      | Puntaje          |
| --------- | ----------------------- | ----------- | ---------- | ------------- | ---------------- |
| Campeona  | 7 de septiembre de 2024 | Guadalajara | Dura       | Tatjana Maria | 6-3, 6-7(5), 6-3 |

### Dobles (2–1)
| Resultado | N.º | Fecha                    | Torneos | Superficie    | Pareja            | Oponentes                      | Resultado        |
| --------- | --- | ------------------------ | ------- | ------------- | ----------------- | ------------------------------ | ---------------- |
| Finalista | 1.  | 10 de julio de 2021      | Bastad  | Tierra batida | Tereza Mihalíková | Mirjam Björklund Leonie Küng   | 7-5, 3-6, [5-10] |
| Campeona  | 1.  | 18 de septiembre de 2022 | Ruan    | Dura (i)      | Natela Dzalamidze | Misaki Doi Oksana Kalashnikova | 6-2, 7-5         |